# 四氟化硅
四氟化硅（化学式：SiF4）是最常见的硅氟化物。无色气体，遇水发生水解生成氟硅酸，在潮湿空气中发烟。沸点仅高于熔点4 °C。首先由约翰·戴维在1812年合成。
应用于微电子行业和有机合成中。 火山爆发时的烟雾中也含有大量的四氟化硅。

## 制备
大量的四氟化硅是工业上生产磷肥的副产物。氟磷灰石经硫酸处理后，会生成大量的氢氟酸；氢氟酸再与含硅矿石发生反应，生成挥发性的四氟化硅气体。
实验室制法是用氟硅酸与氯化钡反应沉淀出氟硅酸钡， 再加热氟硅酸钡至300 °C以上，使之分解生成四氟化硅和氟化钡。同族的四氟化锗也可通过这个方法制备，但需要更高的分解温度（700 °C）。
{\displaystyle \mathrm {H_{2}SiF_{6}+BaCl_{2}\rightarrow BaSiF_{6}\downarrow +2HCl} }
{\displaystyle \mathrm {BaSiF_{6}\rightarrow BaF_{2}+SiF_{4}\uparrow } }
除此之外，四氟化硅还有很多其他制取方法，包括氟硅酸钠与硫酸反应，硅与氟单质化合，二氧化硅与浓氢氟酸或活泼氟化物反应（即毛玻璃的制作和刻画原理），以及赤热的硅与无水氟化氢反应等。将粗品通过灼热的玻璃毛，再在低温用冷肼收集，便可除去其中的氟化氢、水等杂质。

## 應用
用于氟硅酸及氟化铅的制取，也用作水泥和水磨石（人造大理石）的硬化剂，有机硅化合物的合成材料。